# Drogo-ommegang

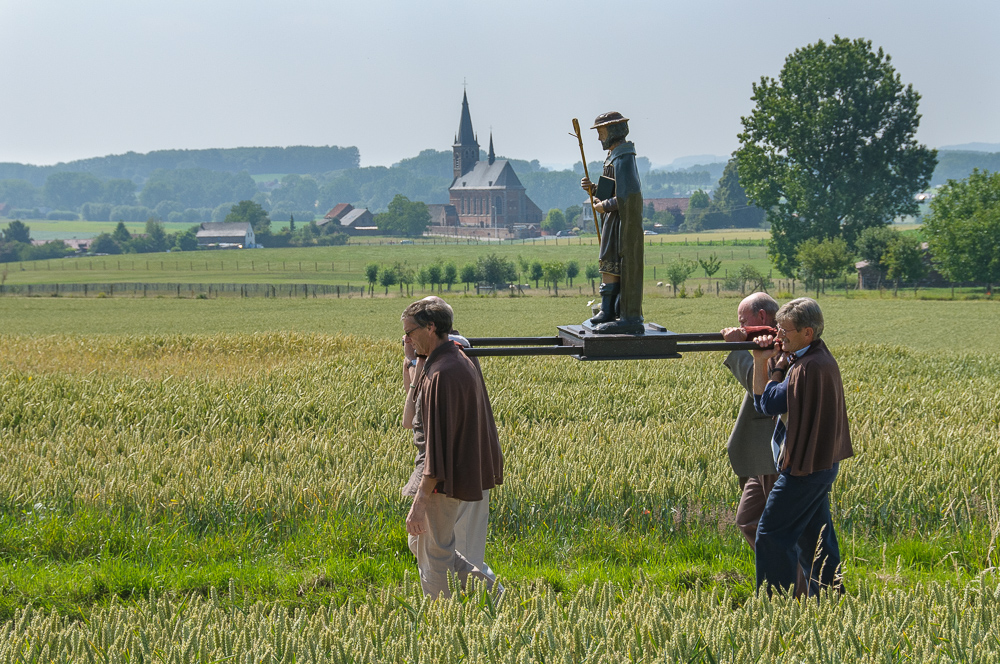
De Heilige Drogo tijdens de Drogo-ommegang

De Drogo-ommegang is een processie in Bellingen (Pepingen) ter ere van de heilige Drogo. Ze vindt jaarlijks plaats op de 3e zondag na Pinksteren.

## Beschrijving
Sinds 1886 trekt de Drogo-ommegang door de straten en velden van het landelijke Bellingen. Tijdens de optocht beelden schoolkinderen, figuranten en leden van lokale verenigingen in verschillende taferelen het leven van Drogo van Sebourg, de patroonheilige van Bellingen, uit. De ommegang vormt in het dorp de aanleiding voor een feestweekend (Drogofeesten).
De processie toont hoe Drogo als schaapherder en later als kluizenaar een leven van onthechting leidde, hoe hij negen keer te voet op bedevaart naar Rome trok en hoe hij zich uiteindelijk liet inmetselen in een cel langs de kerkmuur in Sebourg. Hij deelde zijn bezittingen uit aan de armen en zou tot aan zijn dood in 1189 zijn cel niet meer verlaten. In de 16de eeuw werden zijn relikwieën door Franse augustijnen naar Bellingen gebracht. Deze monniken waren afkomstig uit Cambrai (Kamerijk-Noord Frankrijk). Hun moederabdij, de abdij van Cantimpré in Kamerijk werd in 1580 verwoest door een brand en ze verhuisden naar hun priorij in Bellingen. De priorij werd vanaf dan verheven tot abdij en werd bestuurd van 1580 tot 1679 door 6 abten. Nadien werd de abdij terug een priorij. In 1790 werden de priorij en haar goederen aangeslagen door vertegenwoordigers van de Franse republiek. De overgebleven monniken vluchtten terug naar Cambrai en de gebouwen raakten in verval en werden afgebroken in de 19e eeuw. De relikwieën van de heilige Drogo werden tijdens de Franse Revolutie in veiligheid gebracht. Tot 1881 bleven ze verborgen in de gewelven van de kerk van Bellingen. In dat jaar werden ze ontdekt door pastoor Wielant en vanaf dan werd de heilige vereerd in het dorp als patroonheilige van het vee, de wandelaars, de stappers en de zwakke weggebruikers.
Tot de jaren 1950 was de ommegang in de eerste plaats een heiligenprocessie. Vanaf 1993 spitst de ommegang zich ook toe op de geschiedenis van Bellingen. Naast taferelen uit het leven van de heilige Drogo wordt ook het ontstaan en de geschiedenis van de voormalige priorij-abdij Cantimpré van Bellingen geëvoceerd. Enkele historische taferelen zoals Johannes van Bellinghen (de eerste abt van Cantimpré), abt Thomas van Cantimpré, Anne van Croÿ en Karel van Arenberg (de financiële weldoeners aan de abdij) en de verjaging van de monniken door de Sansculotten, worden uitgebeeld.

## De organisatie van de ommegang
De ommegang in Bellingen werd in ere gehouden door de lokale geloofsgemeenschap. In de jaren 80 werd die georganiseerd door het comité “Broederschap van de Heilige Drogo” De pastorij van Bellingen was de uitvalbasis en na de ommegang vond er de zegening van wandelaars en dieren plaats.
Vanaf 1993 wordt de ommegang georganiseerd door de heemkundige kring 'Bellingahaim'.
De ommegang telt 40 tot 50 deelnemers & figuranten en wordt opgeluisterd door de plaatselijke muziekverenigingen zoals de Concertband en de Pepingen Pipe Band. In de taferelen nemen naast ruiters, huifkarren en wagens ook paarden, ezels en schapen deel. Drogo als herder, van jong tot oud, is een wederkerend tafereel. Het beeld van de Heilige Drogo dat aanwezig is in de Onze-Lieve-Vrouw Kerk van Bellingen wordt gedragen door de velden gevolgd door afvaardigingen van lokale verenigingen, gelovigen en wandelaars.
In 1998 nam een delegatie deel uit Basècles (deelgemeente van Beloeil) en in 2005 kwam er een afvaardiging uit Sebourg (Noord-Frankrijk) naar de ommegang in Bellingen. Op beide locaties herdenken ze ook Saint Druon of de heilige Drogo van Sebourg.

### Traject

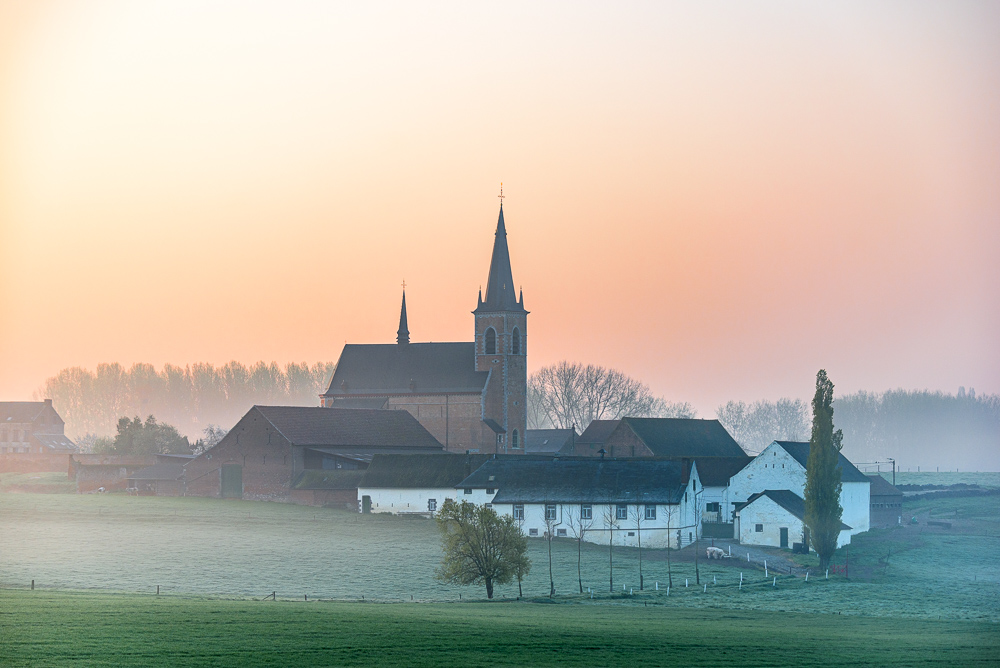
De abdijhoeve met de OLV kerk van Bellingen, beschermd zicht sinds 1983

De startplaats van de Drogo-ommegang is het Kasteel-klooster Ter Loo, een belangrijke locatie in de geschiedenis van Bellingen. In 2020 is dit het ontmoetingscentrum van Bellingen. Deze locatie had vroegere functies: kasteel en woning van notabelen, boerderij, klooster, internaat (Institut Saint Joseph pour de garconettes), opvangtehuis voor bejaarden en vluchtelingen en school. Tijdens het traject houdt de ommegang even halt aan de Kapel Heilige Drogo. Deze kapel bevat een steen van de oorspronkelijke kapel van de abdij (gedateerd 1617) en twee schilden. Het schild van Cantimpré en die van abt Josse Sermet werden verwerkt in de gebeeldhouwde kransen. De ommegang houdt ook halt in de Onze-Lieve-Vrouwkerk van Bellingen. De kerk was de voormalige abdijkerk en werd herbouwd vanaf 1619 door de Augustijnen met de steun van Anne van Croÿ en Karel van Arenberg. Op de zijgevel aan de noordkant van de kerk zijn de afdrukken van de ingang en de gaanderijen nog te zien. Naast de kerk bevindt zich de abdijhoeve van Cantimpré. De geschiedenis van deze hoeve loopt parallel met deze van de abdij. De hoeve werd voor een deel verbouwd na 1850 met gerecupereerd materiaal van de afgebroken abdij. Hier is een romaanse doorgang van de hoeve naar de abdij zichtbaar en zijn er nog sporen van de voormalige abdij te vinden zoals de bovendrempel uit 1609 van de grafsteen van abt Nicolas de Henin en originele leistenen aan de vroegere ingang van het voormalige abdijcomplex. De omgeving van de kerk en de abdijhoeve werd in 1983 tevens beschermd als dorpsgezicht.
Na een stop in de kerk gaat de ommegang verder langs de trapstraat richting steenweg op Bellingen en loop langs de Kattenholstraat door de velden terug naar het startpunt, het Kasteel-klooster Ter Loo in de Kareelstraat. De ommegang eindigt met een kleine viering op de binnenplaats van het voormalige klooster.

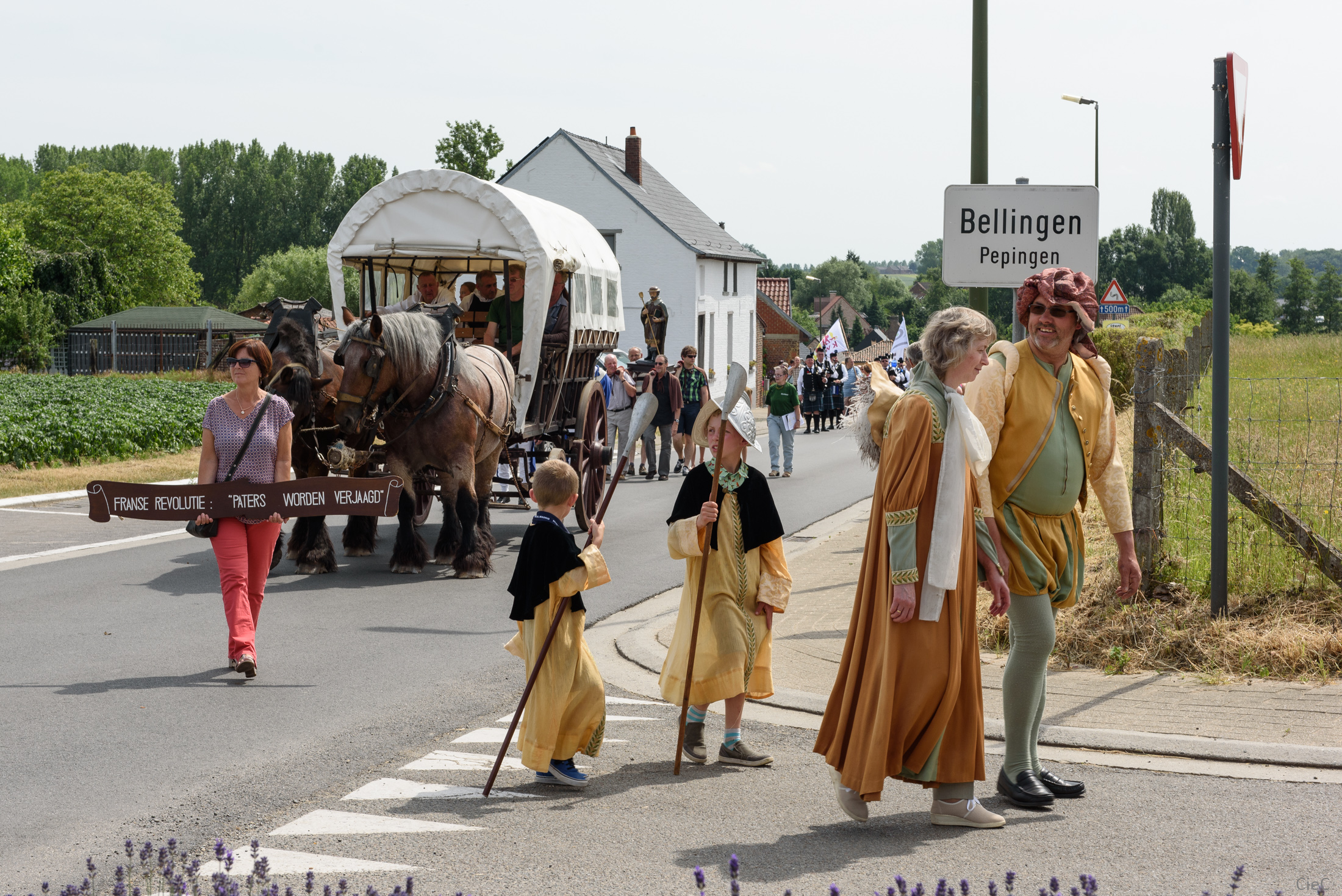
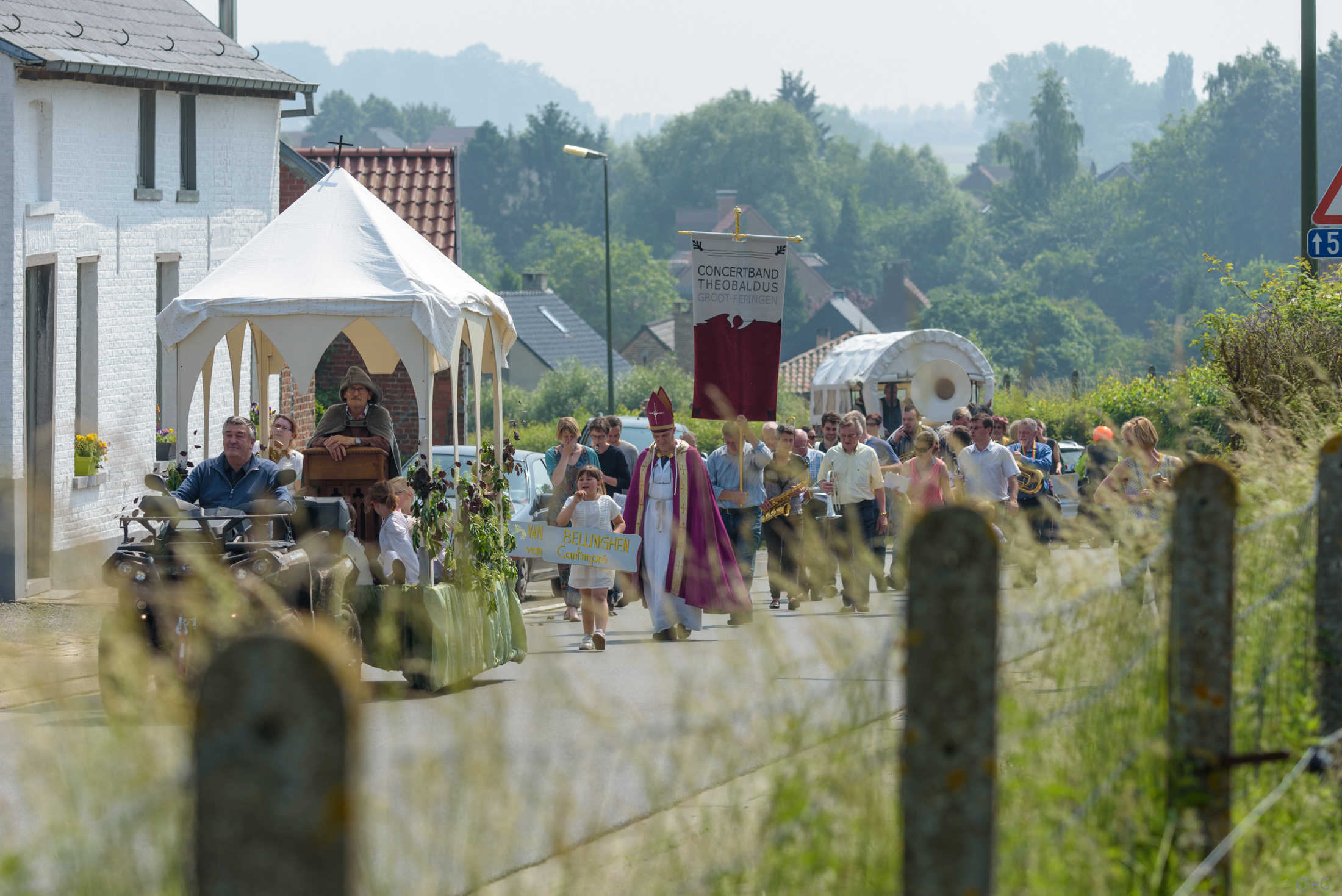
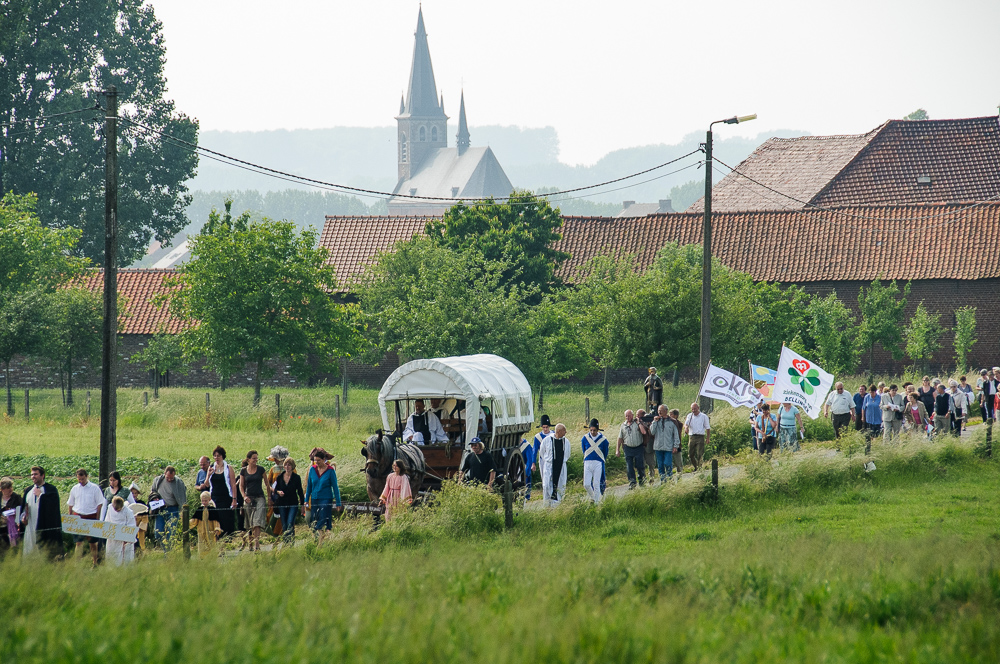
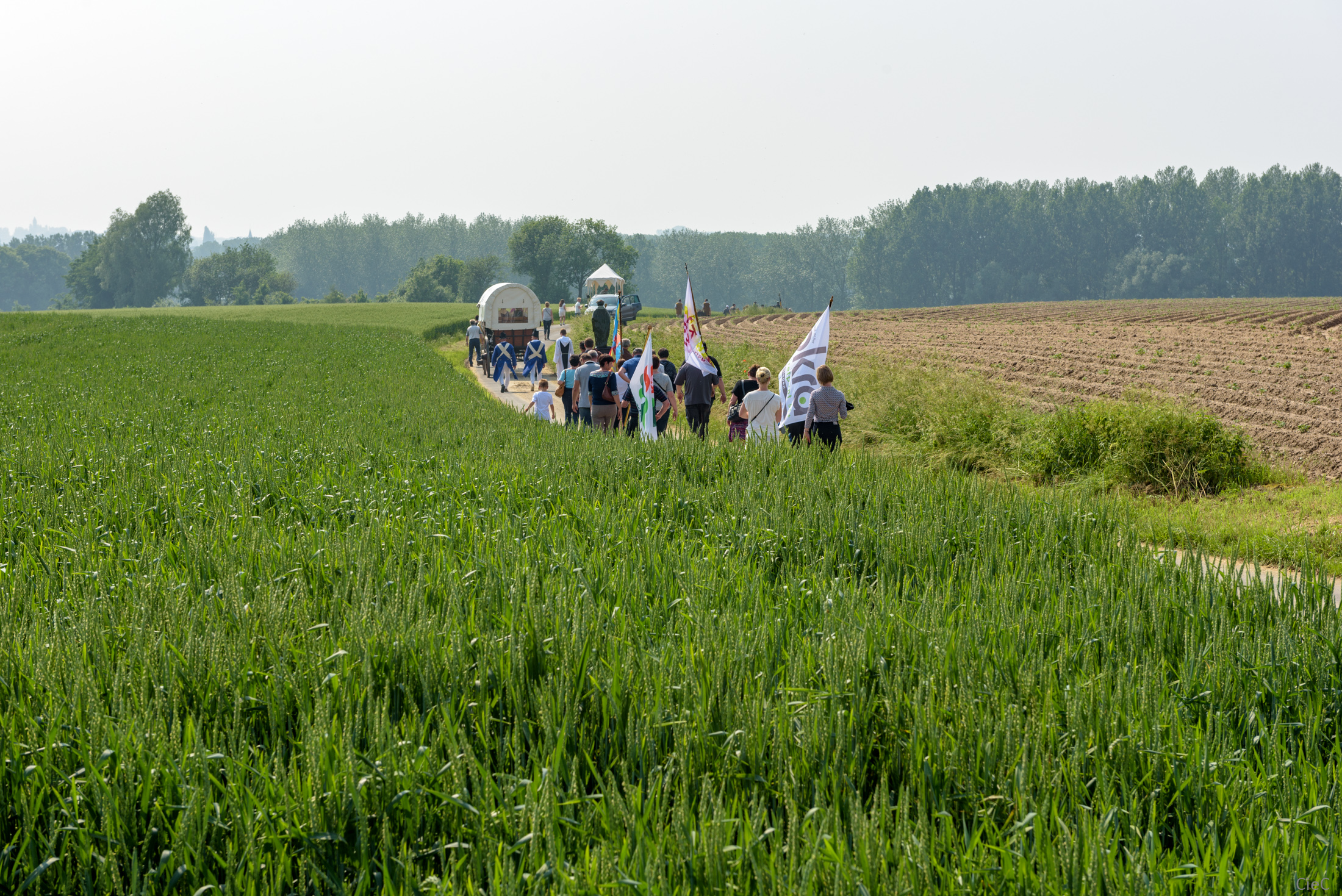

## Kaart
Kaart met religieuze objecten op de route.